# Acid fosforic
Acidul fosforic sub forma de acid orto-fosforic este cel mai frecvent acid întâlnit al fosforului. Forma anhidră a acidului este higroscopică, fiind un acid mediu cu trei hidroxili liberi, în contact cu acizi mai slabi produce deprotonarea acestora (import de protoni)
- {\displaystyle AH+B\ {\overrightarrow {\leftarrow }}\ A^{-}+HB^{+}}

Protonarea legăturii B prin acidul AH, care este deprotonat.
Prin condensarea acidului se poate forma acidul bifosforic, meta- sau polifosforic. 

## Obținere
Acid fosforic se poate obține din fosfați, în mod frecvent din apatit  Ca5(PO4)3(F, OH, Cl) prin reacție cu acizi mai puternici (acid sulfuric sau acid azotic). Produsele secundare care iau naștere sunt gips CaSO4 și acid hexafluorosilicic H2SiF6. 
Prin arderea fosforului se obține pentaoxid de fosfor P4O10 iar prin reacția de hidroliză se obține acid fosforic.
{\displaystyle {\ce {P4O10}}} + 6{\displaystyle {\ce {H2O}}} → 4 {\displaystyle {\ce {H3PO4}}}

## Proprietăți
Acidul fosforic este un acid cu tărie medie, cu trei serii de săruri, donor de protoni, cu valorile următoare pentru logaritmul constantelor de ionizare: pKa1 = 2,161; pKa2 = 7,207 și pKa3 = 12,325
{\displaystyle \mathrm {H_{3}PO_{4(s)}+H_{2}O_{(l)}\rightleftharpoons } } {\displaystyle \mathrm {H_{3}O_{(aq)}^{+}+H_{2}PO_{4(aq)}^{-},\ K_{a1}=7,5\cdot 10^{-3}} }
{\displaystyle \mathrm {H_{2}PO_{4(aq)}^{-}+H_{2}O_{(l)}\rightleftharpoons } } {\displaystyle \mathrm {H_{3}O_{(aq)}^{+}+HPO_{4(aq)}^{2-},\ K_{a2}=6,2\cdot 10^{-8}} }
{\displaystyle \mathrm {HPO_{4(aq)}^{2-}+H_{2}O_{(l)}\rightleftharpoons } } {\displaystyle \mathrm {H_{3}O_{(aq)}^{+}+PO_{4(aq)}^{3-},\ K_{a3}=2,14\cdot 10^{-13}} }
Acidul fosforic produce deplasarea acizilor azotic și sulfuric din azotați și sulfați deși e mai slab ca ei dar mai puțin volatil.

### Avertisment
Acidul fosforic este o soluție caustică, iar în cazul în care acesta intră în contact cu ochii, aceștia trebuie clătiți cu multă apă și e nevoie să se consulte un medic.

## Utilizare
Acidul fosforic este folosit la obținerea fosfaților utilizați ca îngrășăminte chimice, sau ca detergenți, ca substanțe pentru îndepărtarea ruginii. În stomatologie se utilizează ca ciment din fosfat de zinc. În concentrații mari acidul este caustic, dar diluat în concentrații reduse este folosit în industria alimentară drept conservant (E 338) sau ca regulator al acidității în băuturile de tip cola.

## Rolul biologic
Acidul în biologie joacă un rol important în metabolism ca participant la metabolismul energetic, vezi ATP (acidul adenozintrifosforic) sau GTP (guanozintrifosfat), făcând parte din acizii nucleici ADN și ARN, numeroase coenzime și compuși zaharofosfatici participanți la metabolismul glucidic cum ar fi esterii glucozei, fructozei, etc.